# Termas de Cluny
Las termas de Cluny son unas antiguas termas romanas que datan de principios de nuestra era y que se encuentran en el Musée de Cluny, en el Barrio Latino de París, Francia.
Resultan de ser la parte conservada de un complejo mucho más grande que iba desde el boulevard Saint-Germain hasta la rue des Écoles y desde el boulevard Saint-Michel hasta el actual museo de Cluny. Con una superficie de varias hectáreas, la gente acudía allí para lavarse, pero también para relajarse, cortarse el pelo, leer, las termas tenían biblioteca, o simplemente charlar. El complejo termal también incluía una vasta palestra donde se practicaba la lucha libre y otras actividades físicas.
Típico de la forma de vida romana, los baños eran el lugar de reunión favorito de los habitantes de la ciudad, ya los ritos de los baños se añadía el simple placer de las relaciones sociales.

## Historia

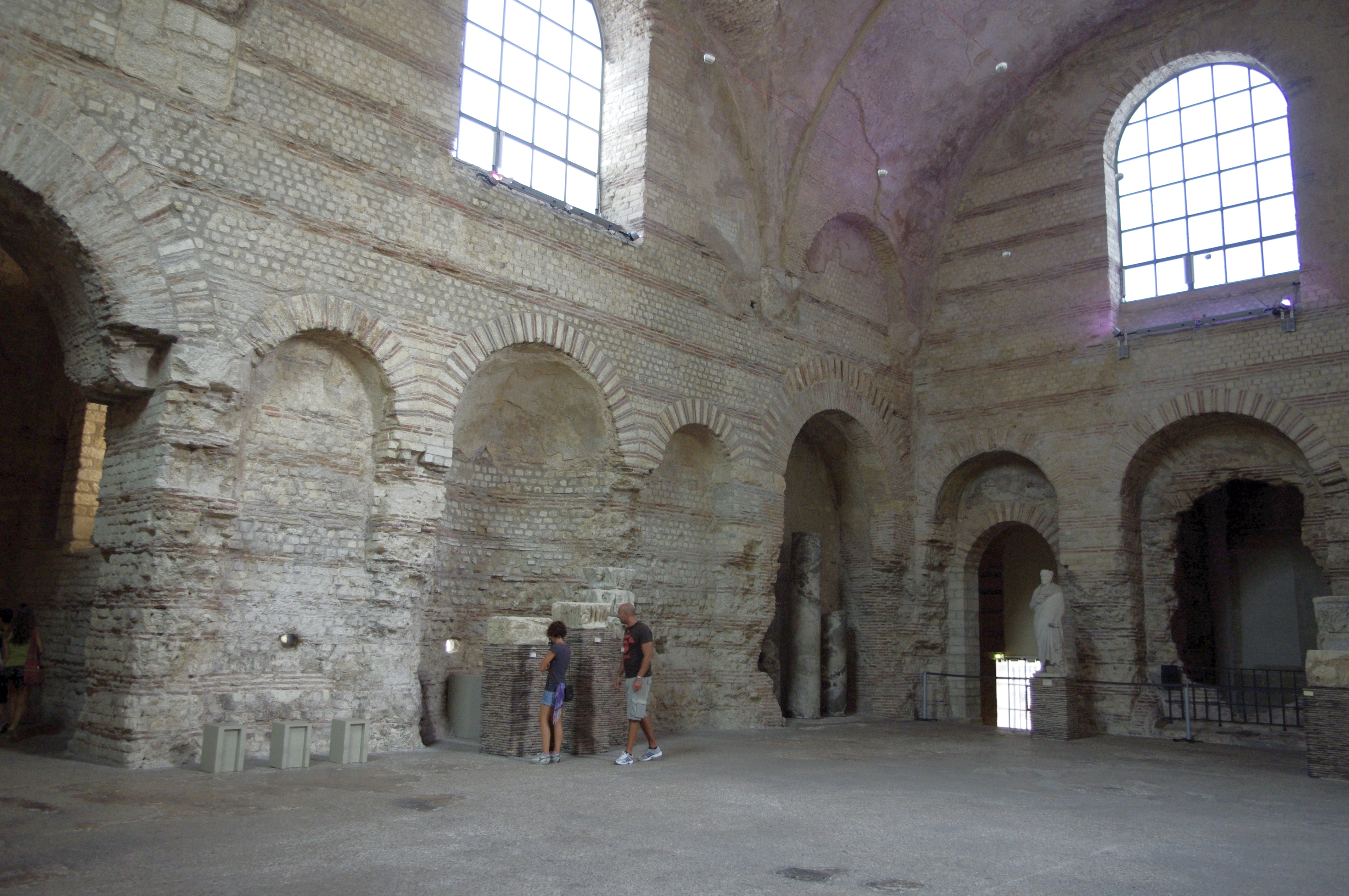
Termas de Cluny, el frigidarium.

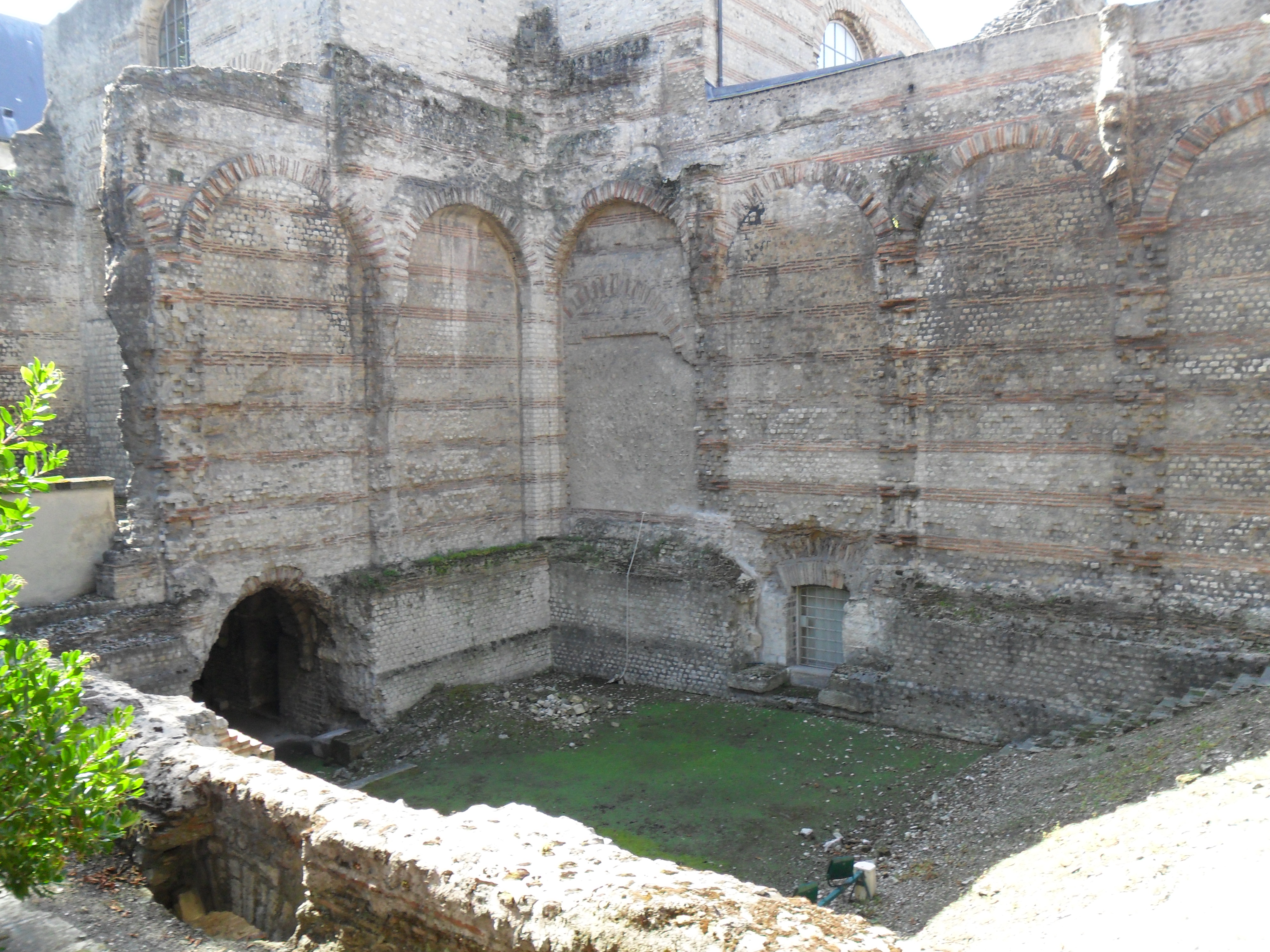
Thermes de Cluny, vista desde el jardín, lado norte.

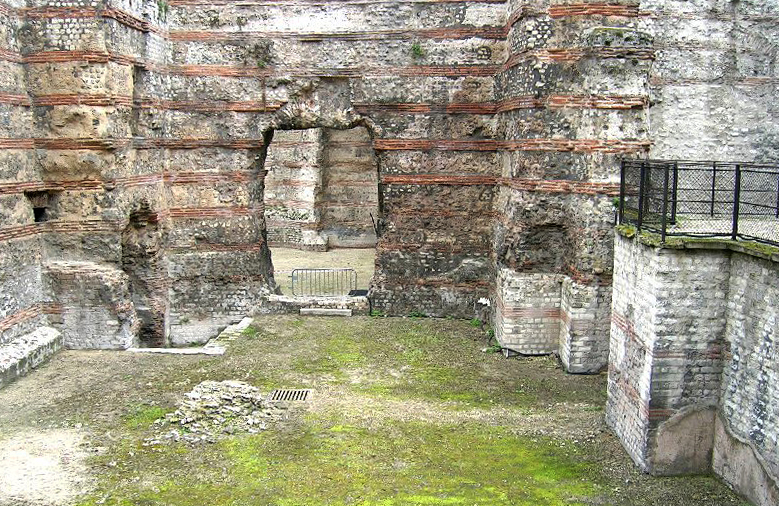
Termas de Cluny, vista desde el boulevard Saint-Michel.

Las termas del norte, conocidas como Cluny, se construyeron a finales del I I siglo o principios II en la margen izquierda del Sena en la esquina del cardo y el decumanus de Lutèce.
Su primera destrucción fue probablemente durante la invasión de París por los francos y los alamanes en 275. En VI sexto siglo, Venancio Fortunato, describió los baños refiriéndose a ellos como arx celsa, " vasto palacio donde vivía el rey Childeberto I, rey de París del 511 al 558. Su viuda, la reina Ultrogothe, también residio allí con sus hijas, en el texto De horto ultrogothonis.
Sufrió otra destrucción probablemente durante los numerosos asedios e incendios de los vikingos, durante los sitios de París en el 845, 856-857, 861 y  885-887 . l asedio de Otto II en 978 incendió la parte sur de la ciudad.
- La descripción de las termas por Jean d'Hauville (1150 ?-1200 ?) en su poema Architrenius (capítulo 8, De aula in montis vertice constituta ), describe el " palacio de los reyes ", de los cuales « la fachada, los patios y las alas del edificio abrazan en su desarrollo toda la circunferencia de la montaña. Cette longue suite de bâtiments présente une infinité de réduits sinueux toujours favorables aux crimes secrets, mystérieuses cachettes complices du crime, puisqu'elles épargnent la honte à qui le commet[2] , [3] » .
- El palatium de Terminis fue posesión de Simon de Poissy ( Simonis de Pissiaco ) en marzo de 1218, cuando el rey Philippe Auguste lo entregó a perpetuidad a su chambelán, Henri le concierge ( Henrico Consergio ) como recompensa por sus servicios.
- El dominio correspondiente a la montaña de Sainte-Geneviève e incluyendo las termas fue unido a la ciudad por la construcción del recinto de Philippe Auguste, quien también utilizó ciertas partes de las termas para su construcción.
- El Palais des Thermes y sus dependencias fueron adquiridos en 1340 por Pierre de Châtelus, abad de Cluny en nombre de su orden. Los abades de Cluny construyeron entonces su hotel frente a las termas, parte de las habitaciones de las cuales servían de granero. Luego construyeron el actual Hôtel de Cluny entre 1485 y 1510.[2]
- La sala central fue utilizada como granero en 1456, fue ocupada en 1691 por los establos y cobertizos para las diligencias que se dirigían a Chartres y Laval. Una empresa de alquiler de carruajes se instaló allí hacia 1750, luego un posadero, y por los toneleros Falaise y Garnier desde 1781 .

### La restauración
A partir de 1810, la ciudad de París decidió establecer un museo de antigüedades en el frigidarium, y comenzó a limpiar las termas de parte de las construcciones insalubres que se apoyaban en ellas.
En 1819, tras el alegato del arquitecto Quatremère de Quincy, el conde Élie Decazes, ministro del Interior de Luis XVIII, rescindió el contrato de arrendamiento del tonelero instalado en el frigidarium contra una indemnización de 26 000 livres  . Ordena la demolición de las casas que están instaladas sobre las ruinas a lo largo de la rue de la Harpe y hace quitar las terrazas-jardín y la tierra que pesaba sobre las bóvedas.
El objetivo es urbanizar y restaurar el conjunto y preparar el futuro establecimiento que tomará el relevo del Museo de los Monumentos Franceses clausurado por el Rey en 1816 . Las ruinas fueron limpiadas y excavadas por el arquitecto Louis Moreau entre 1820 y 1826, mientras que la restauración estuvo a cargo de Étienne-Hippolyte Godde y Charles Rohault de Fleury . Finalmente, fue en 1843 cuando la ciudad cedió gratuitamente las termas al Estado, que las asoció al museo de Cluny, el museo de la Edad Media.
Están clasificadas como monumentos históricos por la lista de 1862. Desde el siglo XIX, se llevaron a cabo varias campañas de excavación, primero por Théodore Vacquer a finales del XIX, luego por Paul-Marie Duval de 1946 a 1957 y finalmente por Jean-Pierre Adam.

## Descripción

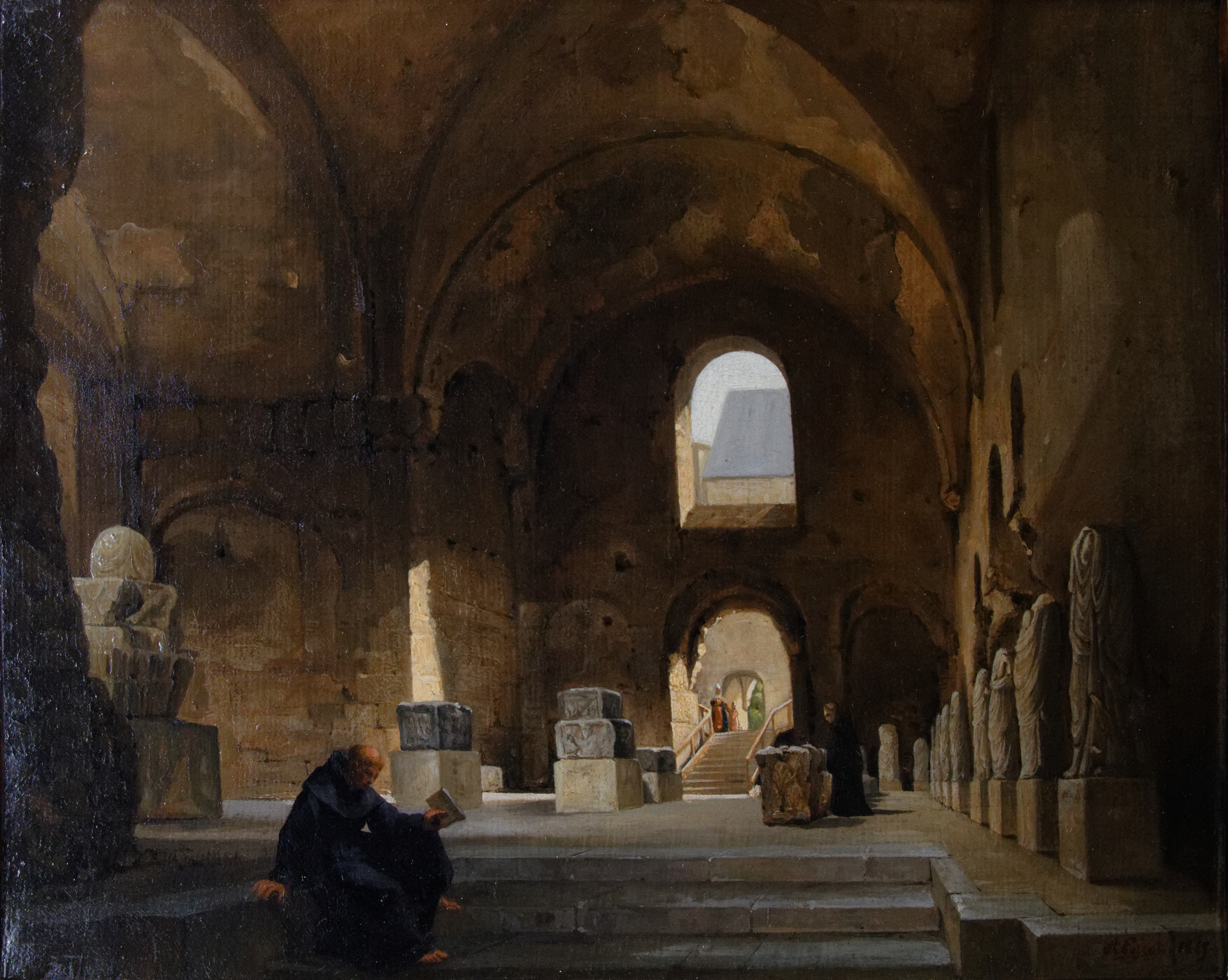
El frigidarium pintado en 1845 por Achille Poirot.

Quedan muchas preguntas sobre la organización de los edificios. La construcción de las termas aprovechó la pendiente natural de la colina, la futura montaña Sainte-Geneviève. Las termas incluían una parte sur construida sobre hipocausto y una parte norte sin calefacción.

### Circuito termal
Hacia el sur, el acceso a la palaestra se realizaba a través de un pórtico bordeado de tiendas en el sitio de la actual rue des Écoles; el recorrido comenzaba en el apodyterium para continuar bien en las palestras para actividades deportivas, bien en las salas templadas o calurosas denominadas tepidarium y caldarium dotadas de piletas, antes de pasar al frigidarium.

### Frigidarium
Es la única pieza que ha conservado su cubierta original. Su bóveda de crucería alcanza una altura de 14,50 metros, lo que la convierte en una de las bóvedas más altas del Occidente romano aún en pie. El conjunto está construido en opus vittatum mixtum, fabricado con capas de ladrillo alternadas con capas de escombros, que se cubrió con varias capas de yeso. Recientemente se han descubierto algunos rastros de pigmento azul en la bóveda y ocre rojo en las paredes. Un recipiente que se llenó con agua fría se instaló al norte de la habitación. Conserva su sistema de evacuación y restos de su revestimiento.

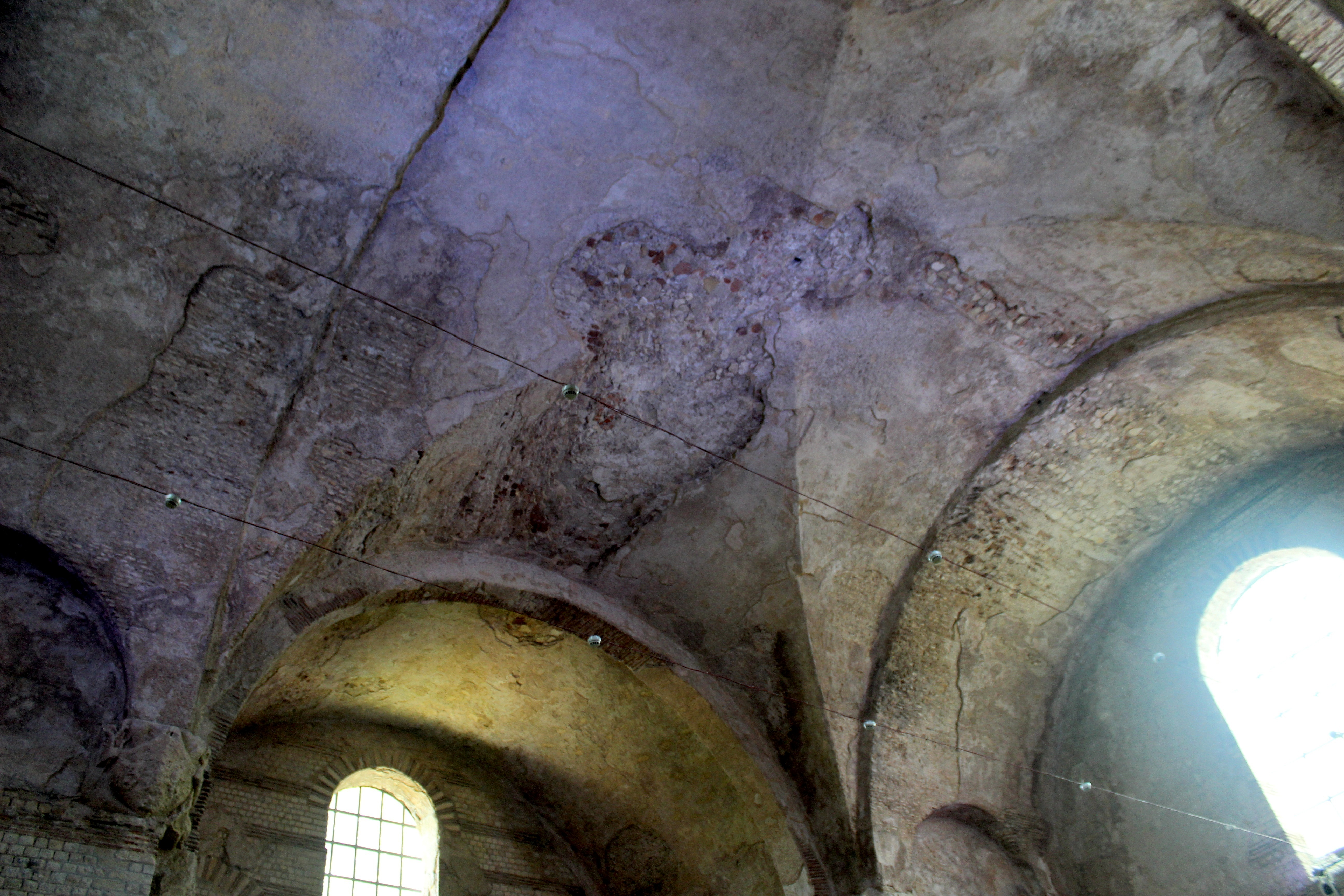
El frigidarium ha conservado sus bóvedas de crucería originales.
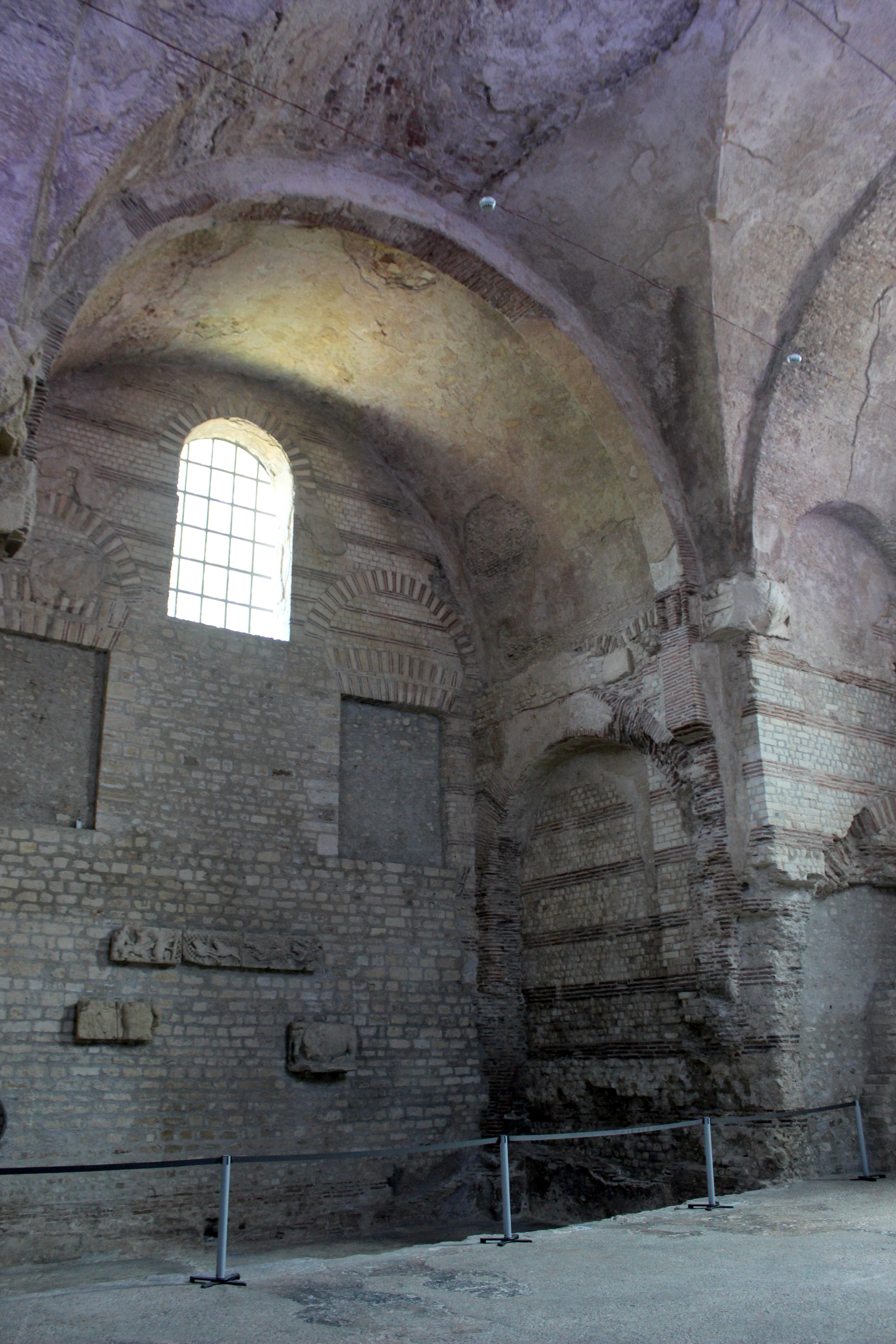
El brazo lateral del frigidarium .
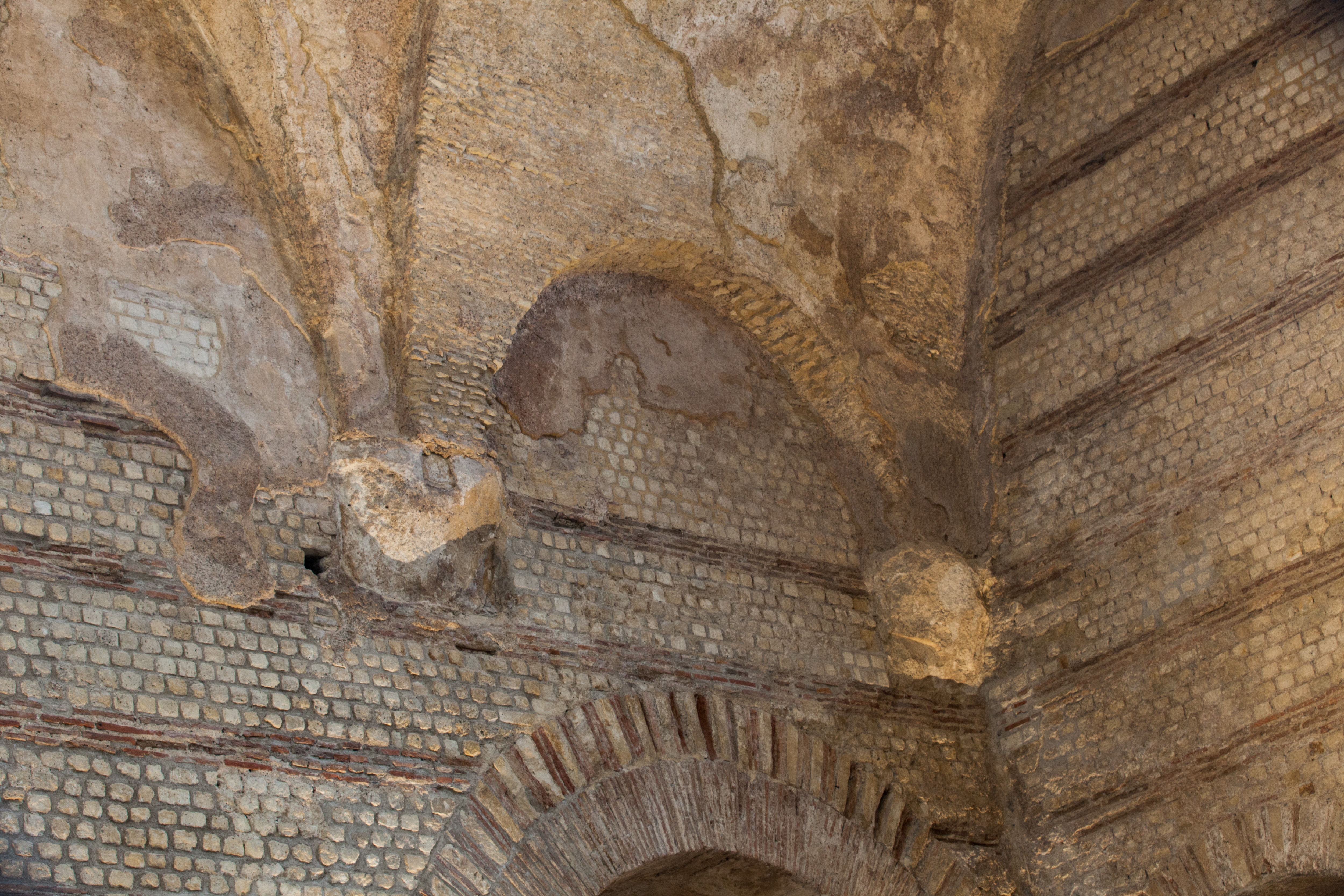
Ménsulas en la base de los arcos de la bóveda.
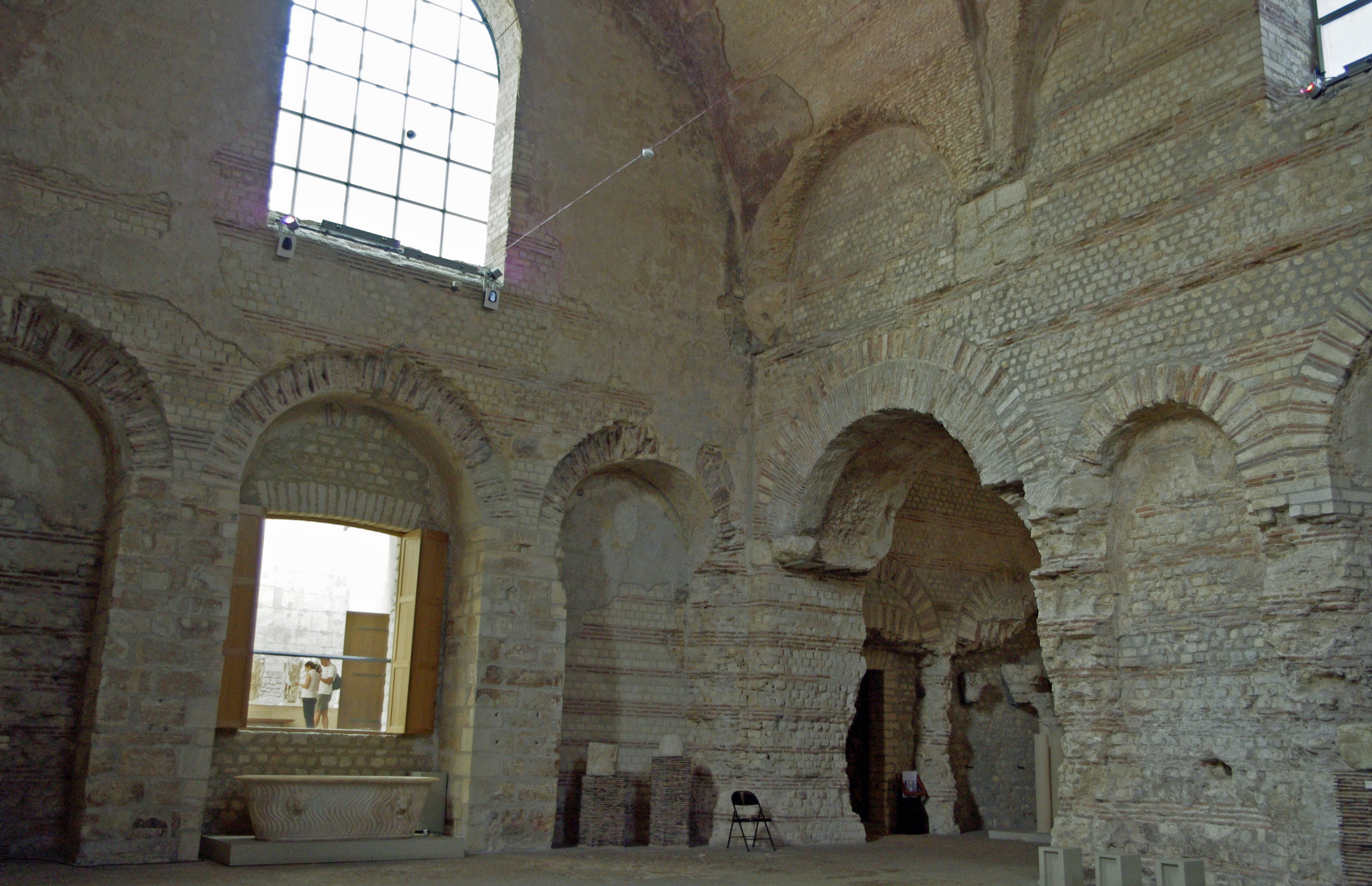
Al igual que los muros, los arcos están hechos de ladrillos y piedras alternados.

### Caldarium
Hay un caldarium al oeste, bordeado por el Boulevard Saint-Michel, y otro al sur, en la esquina del Boulevard Saint-Michel y la Rue Du Sommerard . Estas dos últimas salas están parcialmente arruinadas desde el XVIII XVIII . siglo Los muros de arriba han conservado su estructura original, que se distingue por el uso de pequeñas piedras cuadradas separadas a intervalos regulares por hileras de ladrillos. En el interior, se recubrían con mosaico, mármol o pintura.

### Tepidarium, fuente, galerías y gimnasios
En la parte norte, el centro de la fachada estaba ocupado por una fuente monumental, las galerías rodeaban los baños, el norte de los cuales estaba ocupado por dos gimnasios.

### Subterráneos

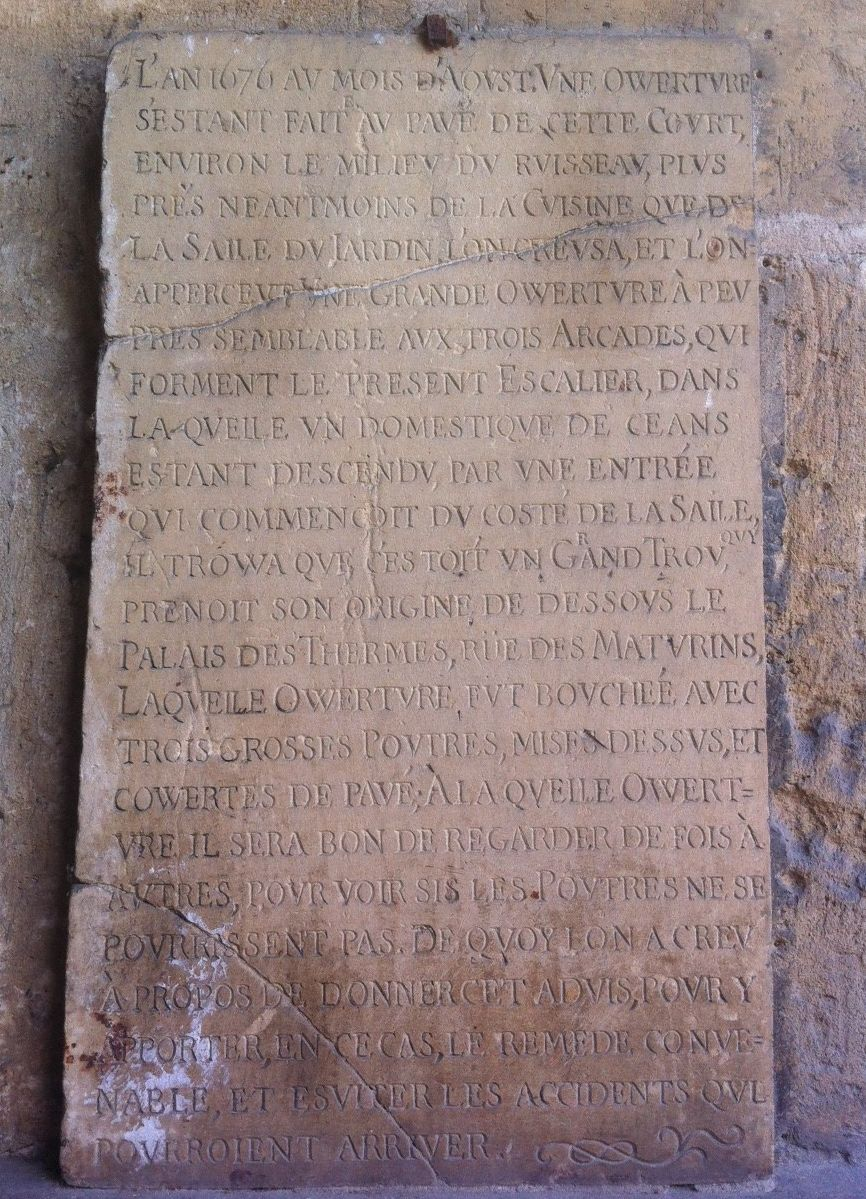
Placa que describe el redescubrimiento de los sótanos de las termas en agosto de 1676.

Es un conjunto de bodegas y galerías abovedadas construidas en canto rodado y mampostería con argamasa. Ahora está formado por salas técnicas reservadas para el personal y accesibles desde el museo. Se ve el pasaje del vaciado de la piscina del frigidarium.

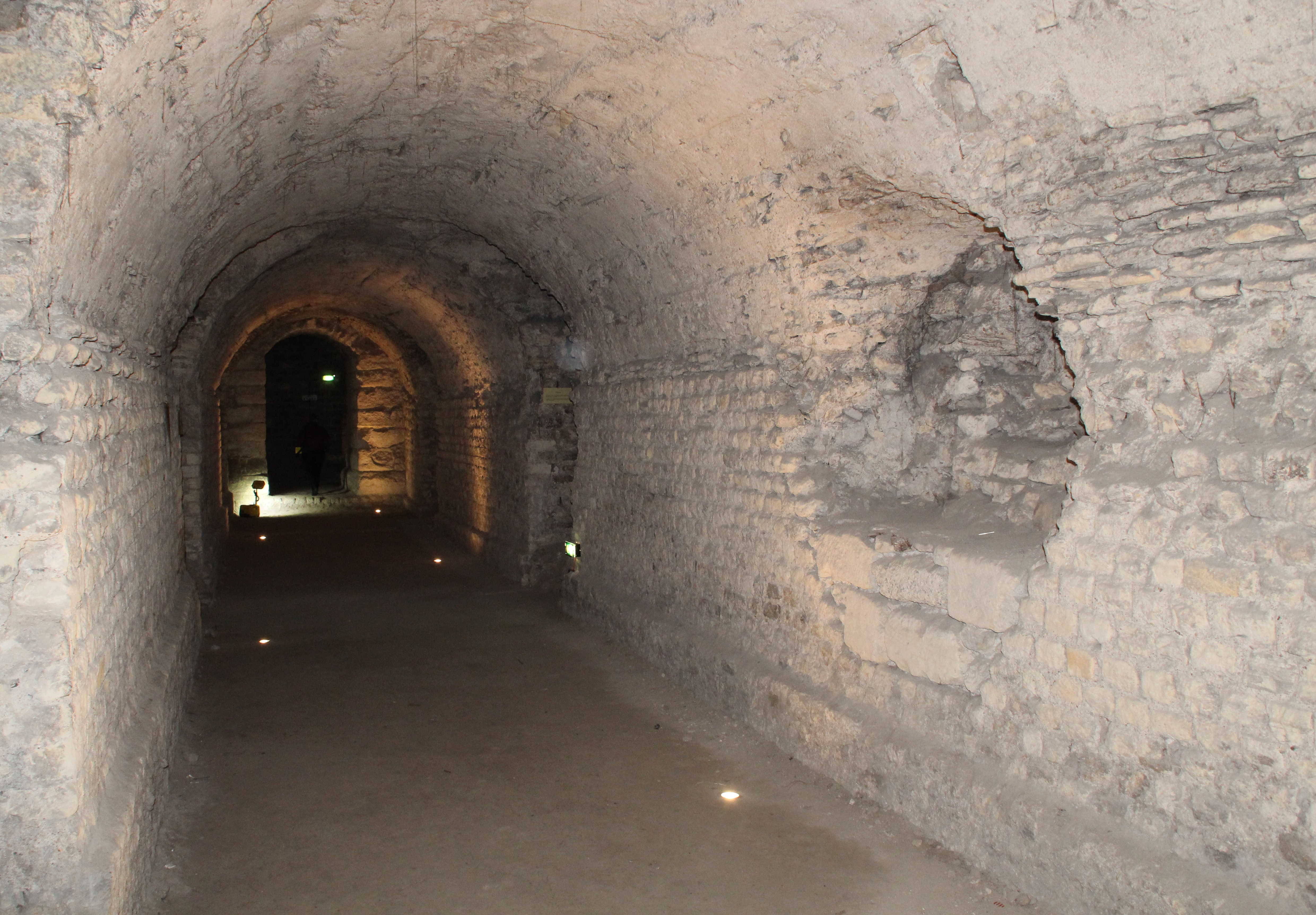
Vista desde el sótano.

### Circuito de agua
El agua era traída por un acueducto desde los manantiales en la meseta de Wissous, al sur de París, vía Arcueil. En Wissous, el agua se recogía en una zona de captación, la plaza de agua de Wissous, desde la que salía una tubería hacia Lutèce, cuyo caudal rondaba los 2000 m3  diarios. Este último cruzó el valle de Bièvre en el valle de Arcueil-Cachan gracias a una obra de arte de la que se han encontrado rastros.
Las aguas residuales eran evacuadas por un alcantarillado que rodeaba las termas y desembocaban en un alcantarillado colector situado bajo el bulevar Saint-Michel.